# (3800) Karayusuf
(3800) Karayusuf es un asteroide que forma parte del grupo de los asteroides que cruzan la órbita de Marte y fue descubierto por Eleanor Francis Helin desde el observatorio del Monte Palomar, Estados Unidos, el 4 de enero de 1984.

## Designación y nombre
Karayusuf recibió al principio la designación de 1984 AB.
Posteriormente, en 1990, se nombró en honor de Alford S. Karayusuf.

## Características orbitales
Karayusuf está situado a una distancia media de 1,578 ua del Sol, pudiendo alejarse hasta 1,697 ua y acercarse hasta 1,459 ua. Tiene una excentricidad de 0,07565 y una inclinación orbital de 14,85 grados. Emplea 723,9 días en completar una órbita alrededor del Sol.

## Características físicas
La magnitud absoluta de Karayusuf es 15 y el periodo de rotación de 2,232 horas. Está asignado al tipo espectral S de la clasificación SMASSII.